# Yoshi’s Cookie
Yoshi’s Cookie (в переводе с англ. — «Печенье Йоши») — видеоигра в жанре головоломка, разработанная Bullet-Proof Software и выпущенная компанией Nintendo для платформ NES, Game Boy и SNES.

## Геймплей
Yoshi’s Cookie — это видеоигра на основе мозаики, в которой игроку предоставляется игровое поле, заполненное печеньями нескольких типов, расположенными в прямоугольной сетке. Основная цель каждого уровня — очистить игровое поле от всех печеней. Игрок смешивает и сопоставляет печенья, чтобы целые строки или столбцы состояли только из печенья одного типа. Игрок управляет курсором на сетке, которая используется для поворота отдельных линий способом, подобным кубику Рубика. Когда одна строка или столбец содержит все соответствующие печенья, строка удаляется из таблицы. Сетка увеличивается в размере из-за того, что печенья входят с верхней и правой сторон игрового поля, и игра переполняется, когда сетка переполняется. Иногда появляется шестой тип печенья, имеющий форму головы Йоши, который действует как символ подстановки, используемый для очистки строк любого другого печенья.

### Режимы игры
Yoshi’s Cookie имеет разные режимы игры. В однопользовательском режиме «Действие» игрок завершает последовательные уровни, которые постепенно усложняются. В многопользовательском режиме VS два игрока соревнуются друг с другом в разделенном экране. Версия Super NES имеет режим одиночной игры VS, в котором игрок конкурирует с компьютерным игроком. Версия Super NES также содержит режим головоломки, в котором на каждом уровне есть предопределенная сетка печеней, и игрок должен удалить все печенья за максимальное количество ходов. Уровни в режиме головоломки игры были разработаны создателем «Тетриса» Алексеем Пажитновым.

## Оценки
| Иноязычные издания | Иноязычные издания        |
| Издание            | Оценка                    |
| ------------------ | ------------------------- |
| AllGame            | (NES) · (SNES)            |
| Eurogamer          | 6/10 (VC)                 |
| Nintendo Life      | (VC)                      |
| Nintendo Power     | 3,4/5 (GB) 3,325/5 (SNES) |
| ONM                | 72 % (VC)                 |

Yoshi’s Cookie получила смешанные отзывы. GamesRadar поставил игру на 48 место среди лучших игр для Game Boy и Game Boy Color. Обозреватель The Washington Post в 1993 году назвал игру «простой, но захватывающей, как и все головоломки от Big N. Yoshi’s Cookie можно устроить дегустацию, но не делайте этого перед сном. Вам могут присниться кошмары о том, что NES вернется к жизни».